# Niki Belucci
Niki Belucci (Budapest, 1983. március 10.) lemezlovas, egykori pornófilmszínésznő.

## Élete
5 éves korában (1988) kezdett szertornázni. Sinkó Andrea fitneszbajnok volt az edzője 3 évig, de 1988-1991 között még nem versenyzett. 3 év elteltével átigazolt a Budapesti Honvéd Sportegyesülethez, ahol 1992-ben nyerte az első versenyt.
1993 decemberében, 10 évesen megnyerte Szlovákiában az egyéni versenyt is. 1 évvel később a Honvédtól az FTC-hez került. Sportpályafutása 1998-ban egy komoly sérülése miatt ért véget.
Középiskolai tanulmányait egy vendéglátóipari szakközépiskolában végezte el. Ezután divatáruüzletben dolgozott eladóként, majd modell lett, később pornófilmszínésznő. 2003 óta lemezlovas.

## Külső hivatkozások
- Niki Belucci hivatalos oldala
- Zene.hu
- Niki Belucci a PORT.hu-n (magyarul)
- http://www.europornstar.com/Niki-Belucci/